# Codex Rohonczi

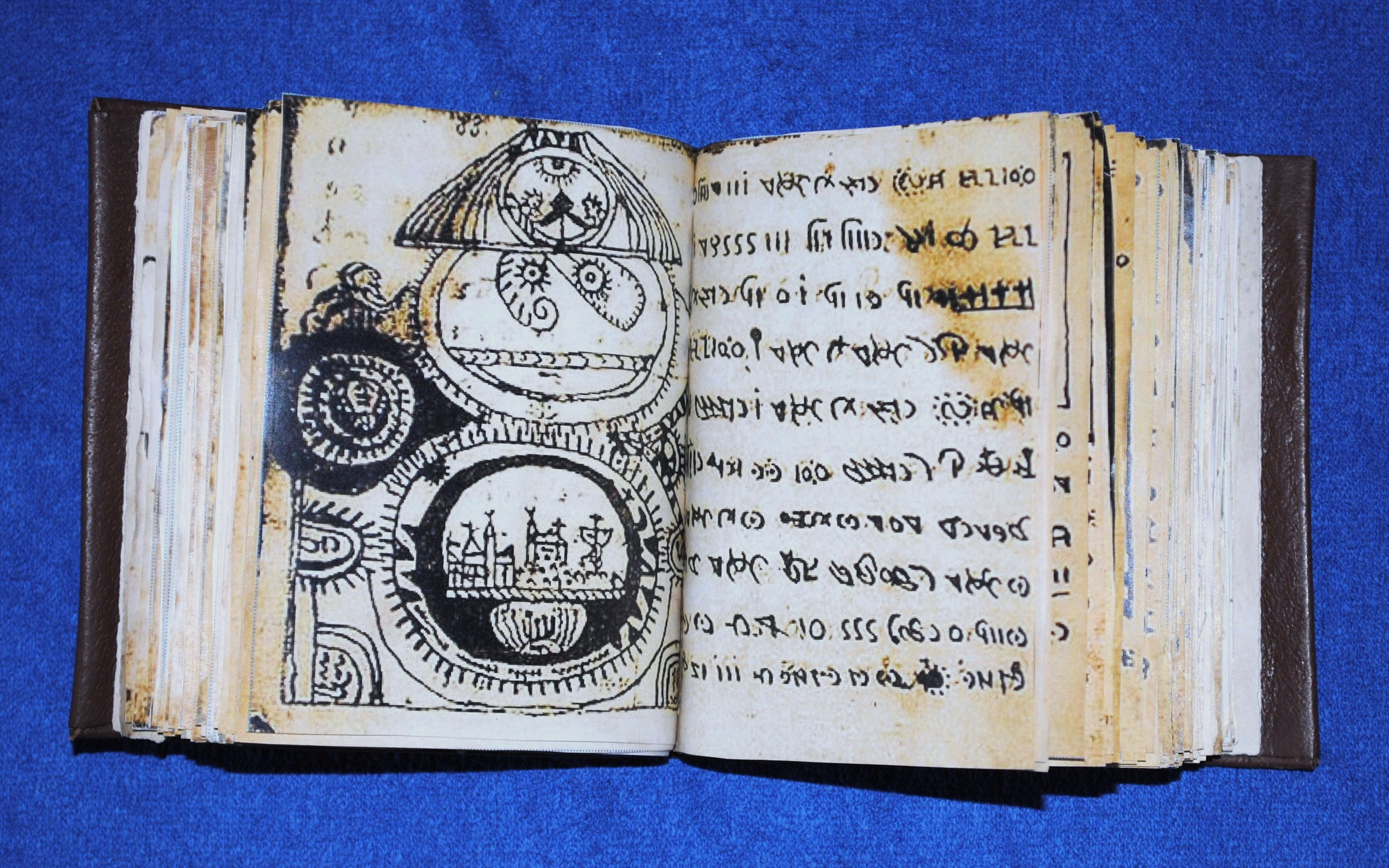
Aufgeschlagener Kodex (Nachbildung)

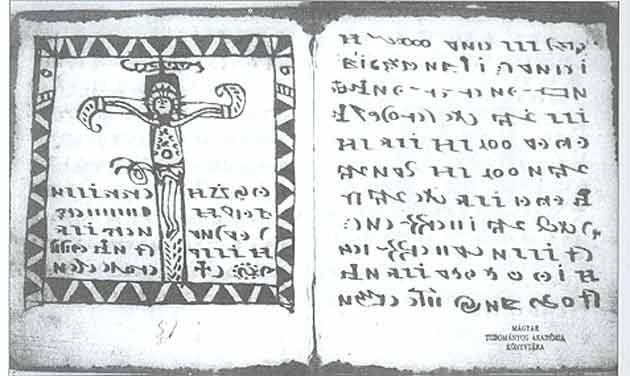
Die Seiten 51v und 51r des Codex Rohonczi

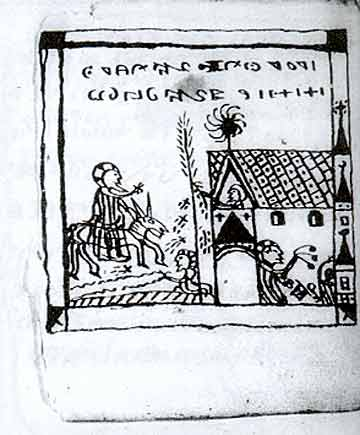
Die Seite 15r: Die Hauptfigur reitet auf einem Esel zu einem Sonnentempel, der auch mit christlichem Kreuz und mit Halbmond geschmückt ist, sowie einem unbekannten vierten Symbol. Der Weg ist mit Kreuzen bedeckt sowie mit zwei gewellten Fäden. Vor ihm steht ein sich bewegender Baum, eventuell eine Tanne. Im Inneren des Tempels findet ein Ritual statt.

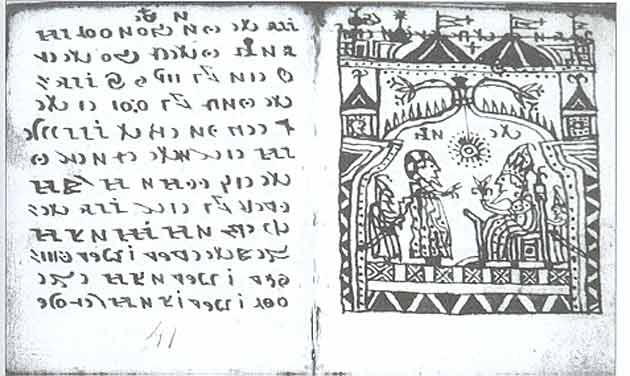
Die Seite 41r: Die Hauptfigur spricht mit einem König irgendwo in einem mehrdeutigen Tempel. Der Tempel ist mit zwei Lotosblumen gekrönt, die sich voneinander abwenden. Die linke weist 8 Stacheln auf, die rechte 9. Der König hält in seiner Hand ebenfalls eine Lotosblume, während ihn die Hauptfigur etwas fragt, oder segnet. Die Architektur ähnelt den Moldauklöstern aus der Zeit von 1500 bis 1550

Der Codex Rohonczi, benannt nach der ehemals westungarischen Stadt Rohonc (heute: Rechnitz, Österreich), ist ein aus 448 Seiten bestehendes Manuskript, das 87 Illustrationen enthält. Es wurde von Graf Gusztáv Batthyány im Rahmen der Schenkung seiner Privatbibliothek 1838 an die Ungarische Akademie der Wissenschaften vermacht. Die weitere Herkunft der Handschrift ist unbekannt, ebenso wie die Schrift und die Sprache, in der sie verfasst ist. Die Anzahl der darin verwendeten Schriftzeichen ist mit mindestens 150 etwa sechs- bis achtmal so groß wie das deutsche (bzw. lateinische) Alphabet mit seinen 26 Grundbuchstaben. Es wurden verschiedene Entzifferungsversuche unternommen.

## Beschreibung
Der Codex Rohonczi ist ein Buch bestehend aus 224 Blättern mit 448 Seiten (Verso, Recto) im Format 12 × 10 cm. Jede Seite ist mit neun bis vierzehn Zeilen beschrieben. Das Material der Blätter ist eine Papiersorte, die im frühen 16. Jahrhundert in Norditalien üblich war. Einige Seiten weisen ein Wasserzeichen in Form eines eingekreisten Ankers unter einem sechsstrahligen Stern auf. Jüngere Erkenntnisse deuten auf einen Herstellungsort in der Republik Venedig hin, was frühere Vermutungen über eine Entstehung vor dem Mittelalter entkräftet.
Die Schreibrichtung ist Objekt von Diskussionen. Die erkennbare Rechtsbündigkeit der Zeilen könnte darauf hindeuten, dass der Text von rechts nach links zu lesen ist. Ebenso könnte jede zweite Seite „über Kopf“ eingebunden worden sein (dies wird jedoch durch die Ausrichtung einiger Zeichnungen angezweifelt). Auf insgesamt 87 Seiten finden sich neben dem Text auch Miniaturzeichnungen in schwarz-weiß. Im Gegensatz zum Voynich-Manuskript sind nach Klaus Schmeh „die Motive in den meisten Fällen identifizierbar“: biblische Szenen und Figuren, v. a. des Neuen Testaments, wie die Weisen aus dem Morgenland (Heilige Drei Könige) im Stall zu Bethlehem, Jesu Einzug in Jerusalem (vgl. das nebenstehende Bild), seine Verurteilung durch Pontius Pilatus und die Kreuzigung Jesu. Schwieriger zu deuten sind dagegen die Miniaturen im hinteren Teil des Kodex. Neben wiederkehrenden Figuren, die eventuell die Hauptpersonen der Handlung darstellen, sieht man Landschaften, Engel, gekrönte Könige, Priesterfiguren, und häufig Kirchen oder religiöse Tempel. Diese sind mit verschiedenen religiösen Symbolen versehen, darunter Kreuze, Halbmonde und Sonnensymbole. Es scheint, dass die Miniaturen entweder eine Beschreibung einer synkretistischen Religion oder Sekte darstellen, oder die Erlebnisse der Hauptfiguren in einem multikonfessionellen Umfeld, in dem Christen, Muslime und Heiden vorkommen. Da der Text bis dato nicht entschlüsselt werden konnte, konzentrieren sich alle Deutungsversuche auf die Zeichnungen.
Der Text des Codex ist in einer unbekannten Schrift verfasst, die aus 150 bis 200 Zeichen besteht. Ob es sich dabei um eine unbekannte antike Schrift, oder eine vom Schreiber bzw. den Schreibern bewusst gewählte Geheimschrift handelt, konnte bis jetzt nicht geklärt werden. Forscher verfolgen unter anderem Ähnlichkeiten mit ungarischen Runen, dakorumänischer oder anderen (evtl. apriorischen) Sprachen. Die Anzahl der verwendeten Zeichen lässt unter anderem die Vermutung zu, es könne sich um eine Silbenschrift handeln.
Nach dem Entzifferungsversuch von L. Z. Kiraly und G. Tokai (veröffentlicht 2018 in Cryptologia, aber noch nicht abgeschlossen) handelt es sich um Verschlüsselung mit einem Codebuch, nicht um eine Transposition. Der Inhalt ist christlicher religiöser Natur (liturgische Texte, auch Bibelstellen). Bei ihrer Entzifferung spielte die Identifikation der Zahlwörter eine Schlüsselrolle, weniger die Abbildungen. Die Schreibrichtung ist den Autoren zufolge rechts nach links. Nach den Autoren stammten wichtige Vorarbeiten von Otto Gyürk 1970 (Identifikation Zahlwörter), Miklos Locsmandi (2006, mehrstellige Zahlen, Sprache nicht Ungarisch aufgrund eines von ihm entdeckten Trennzeichens) und Benedek Lang (ab 2010). Nach Lang gab es weder für den Codex noch die Geheimschrift Vergleichbares im 16. und 17. Jahrhundert. Er hielt ihn nicht für einen Hoax und schlug drei Optionen für das Geheimschriftsystem vor: monoalphabetische Substitution mit Homophonen, Blendern und Nomenklatoren, künstliche Sprache oder Stenografie. Kiraly digitalisierte den Text und untersuchte seine Struktur am Computer, bestätigte die Trennzeichen von Locsmandi und eine Kapitelstruktur, ein Zeichen für Bibelstellen (schon von Lang vorgeschlagen), die ebenso wie Bilder Kapitel einleiteten.